# Radikal 84
Radikal 84 mit der Bedeutung „Dampf“ ist eines von 34 der 214 traditionellen Radikale der chinesischen Schrift, die mit vier Strichen geschrieben werden. 
Mit 9 Zeichenverbindungen in Mathews’ Chinese-English Dictionary gibt es sehr wenige Schriftzeichen, die unter diesem Radikal im Lexikon zu finden sind. Diese Zahl hat sich im 20. Jahrhundert aber stark erhöht, da viele Gase bei den chemischen Elementen dazu gekommen sind, die alle mit dem Radikal „Dampf“ geschrieben werden.
Der Radikal Dampf nimmt nur in der Langzeichen-Liste traditioneller Radikale, die aus 214 Radikalen besteht, die 84. Position ein. In modernen Kurzzeichen-Wörterbüchern kann er sich an ganz anderer Stelle finden. Im Neuen chinesisch-deutschen Wörterbuch aus der Volksrepublik China steht er zum Beispiel an 109. Stelle.
Das Schriftzeichen für Luft, Dampf und Gas zeigt drei Wolken, die sich vom Himmel abheben. Die ursprüngliche Bedeutung von 气 ist dünne Wolke, woraus sich der Sinnzusammenhang des Radikals ableitet: Gas wie in 氢 (qing = Wasserstoff), 氧 (yang = Sauerstoff), 氮 (dan = Stickstoff). In einigen wenigen Fällen fungiert 气 als Lautträger, zum Beispiel in 饩 (qi = Opfertier).
Das Zeichen 汽 (qi = Dampf) enthält links die drei Wassertropfen und rechts das Radikal 84, 气, das als Sinn- und als Lautträger fungiert.
忾 (in 敌忾 = Hass gegen den Feind) enthält das Herz (忄Radikal 61) und das Gas 气 Gas im Herzen = Wut. 忾 kann auch xi ausgesprochen werden, bedeutet dann seufzen und 气 (qi) fungiert nur als Lautträger. 

## Schriftzeichenverbindungen, die vom Radikal 84 regiert werden
| Striche | Zeichen              |
| ------- | -------------------- |
| +0      | 气                   |
| +01     | 氕                   |
| +02     | 氖 気 氘             |
| +03     | 氙 氚                |
| +04     | 氛 氜 氝             |
| +05     | 氞 氟 氠 氡 氢       |
| +06     | 氣 氤 氥 氦 氧 氨 氩 |
| +07     | 氪 氫                |
| +08     | 氬 氭 氮 氯 氰       |
| +09     | 氱                   |
| +10     | 氲 氳                |

 Im Unicodeblock Kangxi-Radikale ist das Radikal 84 unter der Codepointnummer 12.115 (U+2F53) codiert.